# Moms for Liberty
Moms for Liberty (en català Mares per la Llibertat) és una organització política americana que defensa combatre l'escola curricular i que rebutja els drets LGBTQ, raça i etnicitat, teoria de raça crítica, i discriminació. Els seus múltiples capítols també han fet campanya per prohibir obres literàries sobre el gènere i la sexualitat a les biblioteques escolars. Fundada el gener de 2021, el grup va començar per fer campanya en contra de les polítiques per pal·liar la COVID-19 a les escoles com l'ús de mascaretes i l'aplicació de vacunes. Moms for Liberty un grup influent dins del Partit Republicà.
Moms for Liberty ha estat diversament descrit com a conservadora, populista, reaccionària, i extremista. El grup ha estat criticat per assetjament, per aprofundir divisions entre famílies, per interferir en l'educació de l'alumnat més difícil, i per tenir llaços propers al Partit Republicà més que per tenir una línia pròpia de pensament propi.

## Fundació i estructura

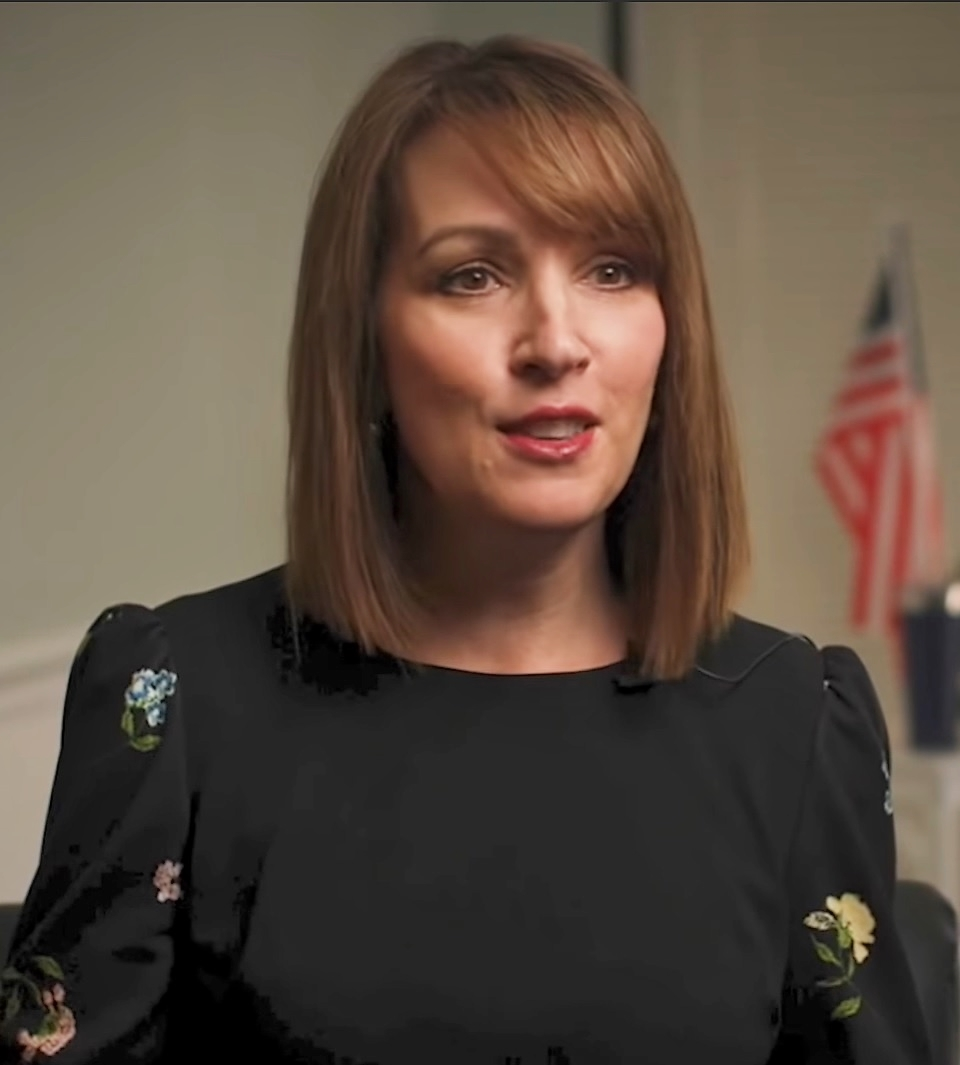
Tina Descovich, cofundadora de Moms for Liberty parlant per la revista Reason el desembre de 2021.

Moms for Liberty va ser cofundada a Florida l'1 de gener de 2021 per les exmembres del consell escolar Tina Descovich i Tiffany Justice, i per l'aleshores membre del consell escolar Bridget Ziegler, esposa del president del Partit Republicà de Florida, Christian Ziegler. A la primavera del 2021, Christian Ziegler va ser destituït del seu càrrec al partit a causa d'una acusació d'agressió sexual. L'activista republicana i consultora de campanya Marie Rogerson és la tercera membre líder de Moms for Liberty. Descovich per la seva banda, rep una beca com a directora executiva de Moms for Liberty.
Descovich va concebre l'organització la tardor del 2020, després de perdre un escó que ocupava al consell escolar del comtat de Brevard en unes primàries a mans de l'extreballadora del districte Jennifer Jenkins, que va fer campanya contra l'oposició de Descovich a l'ús obligatori de mascaretes durant la pandèmia de la COVID-19 i als augments salarials dels professors. La participació electoral va ser més alta entre els republicans que entre els demòcrates a tot el comtat.
En la seva primera reunió nacional a Tampa (Florida), del 14 al 17 de juliol de 2022, Moms for Liberty va dir que tenia 195 seccions en 37 estats i gairebé 100.000 membres. El juny de 2023, va dir que tenia 245 capítols en 45 estats i més de 115.000 membres. A juliol de 2023, l'organització tenia 285 capítols en 45 estats.

## Ideologia i afiliacions polítiques
S'ha descrit Moms for Liberty, com una organització conservadora, populista, i el Southern Poverty Law Center, també la descriu com reaccionària. Les tres persones fundadores són republicanes registrades, i l'organització té vincles directes amb el Partit Republicà. Les líders de Moms for Liberty han declarat, però que la seva organització no és partidista i es basa en valors conservadors.
El Southern Poverty Law Center, que fa un seguiment dels grups extremistes, va descriure Moms for Liberty com una "organització d'extrema dreta que participa en activitats contra la inclusió dels estudiants i s'autoidentifica com a part del moviment modern pels drets dels pares" que va sorgir "de l'oposició a les regulacions de salut pública per a la COVID-19, s'oposa al currículum escolar LGBTQ i racialment inclusiu, i ha defensat la prohibició de llibres".
El Southern Poverty Law Center va assenyalar que l'organització s'ha afiliat als Proud Boys, una organització neofeixista d'extrema dreta. També va assenyalar que l'organització s'ha afiliat al grup anti-LGBTQ Gays Against Groomers.
Moms for Liberty ha elogiat republicans de Florida com el governador Ron DeSantis, referint-se a ell a les xarxes socials com "el governador dels pares". DeSantis, juntament amb altres republicans prominents de Florida, va parlar a la primera reunió nacional de Moms for Liberty a Tampa, Florida, el juliol de 2022. Christian Ziegler, que atribueix a Moms for Liberty el fet d'haver portat nous votants al Partit Republicà, va dir a The Washington Post l'octubre de 2021 que "havia estat intentant durant una dotzena d'anys aconseguir que dones de 20 i 30 anys s'involucressin al Partit Republicà, i que va ser una tasca difícil aconseguir aquest grup demogràfic. Però ara Moms for Liberty ho ha fet per mi".
El desembre de 2022, "Moms for Liberty Miami" va ser una de les organitzacions d'una manifestació anti-LGBTQ "Protect the Children" a Fort Lauderdale, Florida; la manifestació, a la qual van assistir uns 20 membres dels Proud Boys, va ser promoguda per mitjans de comunicació de dretes, com ara Breitbart, OANN i la declaradament antisemita Goyim Defense League.
La conferència anual del grup del 2023, que va tenir lloc al juny, va comptar amb la participació dels candidats presidencials republicans Donald Trump, Ron DeSantis, Nikki Haley i Vivek Ramaswamy.
El juny de 2023, la secció de Moms for Liberty del comtat de Hamilton, Indiana, va publicar una cita que deia "només ell, qui posseeix la joventut, guanya el futur", atribuint la cita a Adolf Hitler a la part superior de la portada del seu butlletí mensual. La presidenta del capítol es va disculpar més tard. A la conferència de Moms for Liberty, dies després, Tiffany Justice va dir en públic: "Una de les nostres mares cita Hitler en un butlletí. Estic d'acord amb aquesta mare". El públic va aplaudir després de les dues frases.

## Advocacia
L'organització va començar fent campanya contra les restriccions de seguretat sanitària relacionades amb la COVID-19 a les escoles, desafiant els mandats de mascareta i les polítiques locals associades. Els membres de Moms for Liberty van ampliar la seva agenda per incloure altres temes relacionats amb l'escola, centrant-se en la manera com s'aborden temes com el racisme i la religió en els materials de lectura proporcionats als estudiants. Els líders del grup han acusat els educadors de buscar adoctrinar els estudiants amb creences "marxistes secretes", i el grup ha atacat l'ús de l'aprenentatge socioemocional a les escoles.

### Queixes i accions legals sobre el currículum
El juny de 2021, el president de la secció Moms for Liberty del comtat de Williamson va dir al Departament d'Educació de Tennessee en una carta que el currículum del districte violava una llei estatal recentment promulgada que prohibia l'ensenyament d'idees relacionades amb la teoria crítica de la raça. Es van presentar queixes específiques sobre textos que presentaven Martin Luther King Jr., Ruby Bridges, protestes del Moviment pels Drets Civils i segregació escolar. El novembre de 2021, el Departament d'Educació de Tennessee va rebutjar la queixa per motius processals.
El novembre de 2021, la secció Moms for Liberty del comtat de Brevard va presentar una demanda contra la Junta Escolar del Comtat de Brevard per la seva política de participació pública, dient que la junta ha utilitzat la política per limitar la llibertat de paraula i l'accés de punts de vista oposats durant les reunions.

### Assetjament i amenaces a professors i funcionaris d'escoles públiques
Membres i líders de Moms for Liberty han estat acusats d'assetjar o amenaçar professors, bibliotecàries escolars, membres del consell escolar i activistes opositors.
Jenkins, que va substituir Descovich al consell escolar del comtat de Brevard, va dir que va ser assetjada per membres de Moms for Liberty. Segons Jenkins, un membre del grup va presentar una denúncia falsa d'abús infantil al departament de Serveis Infantils i Familiars del comtat contra ella.
L'abril de 2021 es va fundar el grup de Facebook "Mandate Masks in Brevard County schools" (ara "Families for Safe Schools") en un esforç per combatre la secció Moms for Liberty del comtat de Brevard.
Moms for Liberty va ser criticada per oferir una recompensa als membres del públic que "enxampessin" professors introduint textos o lliçons en violació de la nova llei de New Hampshire que restringeix els debats sobre raça a les aules escolars. El 10 de novembre de 2021, el Departament d'Educació de New Hampshire va anunciar un qüestionari al lloc web per facilitar que el públic ajudi a fer complir la llei. Un parell de dies més tard, la secció New Hampshire Moms for Liberty va oferir una recompensa monetària per fer-ho, tuitejant: "Tenim 500 dòlars per a la persona que enxampi primer un professor d'escola pública infringint aquesta llei". El portaveu del governador republicà de New Hampshire, Chris Sununu, va dir: "El governador condemna el tuit que feia referència a les 'recompenses' i qualsevol mena d'incentiu financer és totalment inapropiat i no hi té cabuda".
Larry Leaven, un home gai matrimonial entre persones del mateix sexe, va esdevenir superintendent del districte escolar lliure de la Unió de Florida el 2021. Immediatament, va començar a rebre assetjament homòfob per part de membres de la comunitat, i els membres de la secció de Moms for Liberty del comtat d'Orange, Nova York, van ser els més persistents. Dels tres membres de la junta elegits el maig de 2022 amb una plataforma oposada a la "teoria crítica de la raça", un era membre de Moms for Liberty, un estava casat amb una membre de Moms for Liberty i un rebia finançament de membres de Moms for Liberty. Leaven va dimitir del seu càrrec el novembre de 2022, tot i que els partidaris de Leaven diuen que va ser obligat a marxar per la junta.
El desembre de 2021, Descovich i Justice van negar que els membres de Moms for Liberty haguessin amenaçat els consells escolars i van denunciar comportaments inapropiats per part dels membres de l'organització. El juny de 2023, Justice va dir que l'organització destitueix els presidents de capítol que infringeixen el codi de conducta del grup.
El juny de 2022, la policia de Cabot, Arkansas, va obrir una investigació després que aparegués una gravació en què un dels líders del grup fantasiejava amb disparar a bibliotecaris escolars, dient que "els abatrien a tots amb una maleïda pistola".
El març de 2023, es va demanar a una membre de South Carolina Moms for Liberty que formava part d'un consell escolar local que dimitís després de presumptament fer amenaces violentes contra professors locals.

### Intents de prohibició de llibres
Segons The Daily Beast, un full de càlcul que acompanyava la carta de queixa del comtat de Williamson contenia diverses altres preocupacions sobre el currículum del comtat. Un article sobre la brutalitat policial contra manifestants pels drets civils a la dècada del 1960 va ser criticat per la seva "visió negativa dels bombers i la policia". Un relat fictici de la Guerra Civil dels Estats Units utilitzat amb alumnes de cinquè grau es va considerar inadequat per les seves representacions de "famílies sense matrimoni entre homes blancs i dones negres". Un llibre sobre Galileo Galilei, un astrònom perseguit per l'Església Catòlica per haver teoritzat que la Terra gira al voltant del Sol, no s'hauria de llegir, segons el full de càlcul, sense elogiar l'església en contrapartida: "On és l'HEROI de l'església?", pregunta la notació del full de càlcul, "per contrastar amb els seus errors?... Tant el bo com el dolent haurien d'estar representats". Un llibre il·lustrat sobre cavallets marins va ser condemnat per representar "cavallets marins aparellant-se amb imatges de posicions i debats sobre el mascle que porta els ous". La secció de Moms for Liberty del comtat de Williamson va dir a The Daily Beast en un correu electrònic: "Alguns llibres s'haurien de retirar completament. Alguns llibres són objectivables només per com es presenten al manual del professor que els acompanya. I sí, alguns llibres serien més adequats per a un nivell de grau superior a causa del seu contingut inadequat per a l'edat".
El 2021, la secció del comtat d'Indian River, Florida, va sol·licitar a la junta escolar local que retirés de les biblioteques escolars 51 llibres que el grup "considerava pornogràfics o sexualment explícits". Un llibre per a adults joves sobre el que era créixer com a persona gai, All Boys Aren't Blue, va ser retirat de la biblioteca de l'institut Vero Beach després que el grup s'hi oposés per violar una llei de Florida que prohibeix proporcionar accés a la pornografia als nens. El capítol d'Hernando es va oposar a Looking for Alaska, The Absolutely True Diary of a Part-Time Indian i dos llibres del guanyador del Premi Nacional del Llibre Alex Gino.
El desembre de 2021, la seu del comtat de Wake, Carolina del Nord, va presentar una denúncia penal contra el sistema d'escoles públiques del comtat de Wake pels llibres Lawn Boy, Gender Queer: a Memoir i George.
Segons WFTS-TV, a desembre de 2021, "diverses escoles" havien tret llibres de les prestatgeries gràcies als esforços de diverses seccions de Moms for Liberty.
El 2023, la secció de Miami-Dade de Moms for Liberty es va atribuir el mèrit de la retirada de The Hill We Climb d'una biblioteca escolar; el llibre era una adaptació del poema del mateix nom de la poeta Amanda Gorman. L'activista la denúncia del qual va impulsar la retirada de la poesia també té vincles amb els Proud Boys.
Mentre participa en esforços de censura, Moms for Liberty s'ha associat amb diverses organitzacions conservadores per introduir llibres conservadors a les biblioteques de les escoles públiques.

### Oposició als drets LGBTQ
A principis del 2022, una mare de Texas va cancel·lar l'accés del seu fill a les sessions d'assessorament amb el Rainbow Youth Project després de llegir publicacions de Moms for Liberty. El seu fill va intentar suïcidar-se aquell dia. La mare ha dit des de llavors que creu que els seus esforços van ser "adoctrinar-me perquè fos una soldada d'infanteria per la seva causa, per organitzar vendes de pastissos i recaptar diners, anar a les juntes escolars i plantar cara i lluitar contra elles. Mirant enrere, mai es va tractar [del seu fill]. Es tractava d'ells".
El juliol de 2022, el compte de Twitter de Moms for Liberty va ser suspès per criticar un projecte de llei de salut de Califòrnia que afirmava la igualtat de gènere. L'agost de 2022, una activista de Florida Moms for Liberty va defensar la separació dels estudiants LGBTQ en classes "especialitzades" "com ara nens amb autisme o síndrome de Down".

## Recepció
Els crítics han acusat Moms for Liberty d'aprofundir les divisions entre els pares i de fer que sigui més difícil per als funcionaris escolars educar els estudiants. Media Matters for America va acusar l'organització d'utilitzar els "drets parentals" com a tapadora per assetjar estratègicament les escoles públiques. L'Associació Històrica Americana descriu el grup com un grup que va més enllà de participar en controvèrsies i exposar la seva pròpia visió sobre les polítiques educatives per travessar "una frontera en els seus intents de silenciar i assetjar els professors", fent "impossibilitant que els historiadors ensenyin amb integritat professional sense arriscar-se a perdre la feina i altres sancions".
Defense of Democracy, una organització amb seu al comtat de Dutchess, Nova York, amb diverses seccions en l'àmbit nacional, es va establir per oposar-se a Moms for Liberty. La fundadora del grup va dir que Moms for Liberty és "tan agressiu que la gent té por i es queda en silenci" i va descriure Defense of Democracy com "un grup per lluitar contra el nacionalisme cristià, que pot donar veu als nostres professors, administradors i bibliotecaris". Entre els grups locals de pares que han sorgit per oposar-se a Moms for Liberty hi ha Support Our Schools (a Sarasota, Florida) i Neighbors for Education (a Colorado).
Moms for Liberty dona suport a les obres del destacat escriptor de la John Birch Society, W. Cleon Skousen. L'afirmació de l'organització de ser de base i no partidista ha estat rebuda amb escepticisme, atès que s'ha connectat amb altres grups i polítics republicans.
El 2022, el Southern Poverty Law Center (SPLC) va concloure en el seu informe anual Year in Hate & Extremism que l'organització "promou una agenda contra la inclusió estudiantil". L'SPLC va etiquetar oficialment Moms for Liberty com a grup conservador "extremista antigovernamental" el 2023.
El gener de 2023, l'escriptora de New Republic Melissa Gira Grant va argumentar que el grup utilitza la "realitat de la desinversió" a les biblioteques públiques per defensar la privatització de les biblioteques i que intenta "injectar la seva agenda" a les biblioteques. El juliol de 2023, The Guardian va argumentar que «Moms for Liberty s'inspira profundament en [un] manual establert de 'populisme de mestresses de casa'».
Segons una anàlisi del lloc web Ballotpedia, que fa un seguiment de les eleccions, gairebé el 60% dels 198 candidats a consells escolars recolzats per Moms for Liberty en curses disputades en 10 estats van ser derrotats el desembre del 2023.

## Reaccions a l'escàndol sexual
Bridget Ziegler, una de les tres membres fundadores, va admetre haver tingut un trio amb el seu marit i una altra dona. La mateixa dona va denunciar el marit de Ziegler, Christian Ziegler, per violació i agressió sexual a finals de novembre de 2023. Christian havia parlat a la cimera de l'organització a Filadèlfia aquell juliol. Christian era el president del partit republicà de Florida, tot i que va ser suspès per la seva junta el 17 de desembre de 2023, que va celebrar una reunió d'emergència sobre els càrrecs. En aquella reunió es va exigir la seva dimissió. En resposta a les acusacions, la policia de Sarasota va obtenir un vídeo de la trobada inicial entre els tres. La seva investigació posterior va revelar un segon vídeo de la presumpta agressió sexual recuperat del telèfon mòbil de Christian, i un vídeo de vigilància que el mostrava arribant a la residència de la seva presumpta víctima.
El compte de Twitter de Moms for Liberty va publicar un missatge de suport a Ziegler, desestimant les acusacions com un atac a la reputació de Ziegler, però el va eliminar poc després. Descovich i Justice van fer més tard una declaració on es van descriure com a "commocionats" per les acusacions i van expressar el seu suport a la investigació, alhora que van recordar que Ziegler havia deixat l'organització un mes després de la seva fundació. La secció de Moms for Liberty al comtat de Northumberland, Pennsilvània, es va separar de l'organització nacional després d'aquesta notícia; la presidenta de la secció va esmentar que altres membres de Moms for Liberty van contactar amb ella per demanar-li consell sobre la formació de grups independents. Alguns escriptors, així com altres membres de la junta de les escoles del comtat de Sarasota, van acusar Moms for Liberty i figures relacionades amb el grup d'⁣hipocresia.

## Finançament
El grup està organitzat com una organització 501(c)(4) exempta d'impostos, i no està legalment obligat a revelar els seus donants.
A finals del 2021, la cofundadora Tina Descovich va afirmar que Moms for Liberty es finançava amb quotes individuals de 50 dòlars i la venda de samarretes de Moms for Liberty, i va dir que l'organització tenia un pressupost anual de 300.000 dòlars. Els demòcrates han qüestionat com es finança Moms for Liberty, assenyalant que la seva expansió arriba quan el governador de Florida, Ron DeSantis, comença la seva campanya de reelecció. Segons una anàlisi del novembre de 2021 de Media Matters for America, Moms for Liberty es beneficia econòmicament del finançament de la dreta americana i dels vincles amb figures polítiques republicanes. L'organització està ben connectada amb polítics i grups republicans i rep suport financer més que les quotes de soci i la venda de samarretes. A Marie Rogerson li pagaven per fer campanya pel representant republicà de Florida, Randy Fine.
Moms for Liberty ha rebut suport financer de Conservatives for Good Government, un comitè d'acció política conservador de Florida. El grup també organitza recaptacions de fons amb celebritats conservadores com l'expresentadora de Fox News Megyn Kelly, i va organitzar una recaptació de fons el juny de 2021 patrocinada pels republicans de Florida que es presentaven a les eleccions. El juny de 2022, l'hereva de Publix, Julie Fancelli, va donar 50.000 dòlars al comitè d'acció política del grup, que va constituir gairebé tot el finançament del PAC el 2022.
Entre els patrocinadors de la seva cimera anual, cadascun dels quals va pagar desenes de milers a l'organització, hi ha diversos grups i empreses de defensa de la dreta, com ara el Leadership Institute, The Heritage Foundation i Patriot Mobile. Els paquets de patrocini tenen un preu de fins a 100.000 dòlars.

## Suport dels legisladors republicans
A Geòrgia, Moms for Liberty ha rebut el suport del representant Scott Hilton (48è districte, Peachtree Corners, comtat de Gwinnett, GA), la representant Mesha Mainor (56è districte, Atlanta, GA), el senador Clint Dixon (45è districte, comtats de Gwinnett i comtats de Barrow) i el senador Greg Dolezal (27è districte, Cumming, GA) Hilton, Mainor, Dixon i Dolezal van participar en els actes de Moms for Liberty, que es van celebrar el 13 de novembre de 2023 al Gas South Convention Center de Duluth, al comtat de Gwinnett, GA.